# 大阪医科薬科大学病院
大阪医科薬科大学病院（おおさかいかやっかだいがくびょういん）は、大阪府高槻市大学町にある大学病院である。

## 沿革
- 1930年 - 三島病院として開院。
- 1952年 - 大阪医科大学設置認可。
- 1957年 - 総合病院の承認を受ける。
- 1968年 - 臨床研修指定病院に指定。
- 1988年 - 臨床修練指定病院（外国医師・歯科医師）に指定。
- 1994年 - 特定機能病院の承認を受ける。
- 1995年 - エイズ治療拠点病院に指定。
- 1997年 - 災害拠点病院に指定。
- 2005年 - 新病棟（7号館）竣工。日本医療機能評価機構の認定（一般病院）を受ける。
- 2010年 - 日本医療機能評価機構の認定更新を受ける。
- 2015年 - 日本医療機能評価機構の認定更新を受ける。
- 2017年 - 卒後臨床研修評価機構(JCEP) 臨床研修評価認定を受ける。
- 2021年 - 名称を「大阪医科薬科大学病院」に変更。[1]

## 診療科・部門
| - 糖尿病代謝・内分泌内科 - 神経内科 - 呼吸器内科 - リウマチ膠原病内科 - 消化器内科（胃腸科） - 消化器内科（肝・胆・膵） - 消化器内科（化学療法） - 血液内科 - 循環器内科 - 腎臓内科 - 総合診療科 - 一般・消化器・小児外科 - 乳腺・内分泌外科 - 呼吸器外科 - 心臓血管外科・小児心臓血管外科 - 脳神経外科・脳血管内治療科 - 整形外科 | - 小児科 - 新生児科 - 産科・生殖医学科 - 婦人科・腫瘍科 - 眼科 - 耳鼻咽喉科・頭頸部外科 - 皮膚科 - 腎泌尿器外科 - 精神神経科 - 放射線診断科・放射線治療科 - 麻酔科 - 形成外科 - 歯科口腔外科 - リハビリテーション科 | 部門 中央診療部門 病理部・病理診断科 中央検査部 中央放射線部 中央手術部 集中治療部（ICU） 救急医療部 周産期センター 血液浄化センター 輸血室 消化器内視鏡センター 化学療法センター 臨床工学室 | - 病院医療情報部 - 購買・物流部 - 医療安全推進部 - 広域医療連携センター - 感染対策室 |

## 医療機関の指定・認定
（下表の出典）
| 保険医療機関 | 労災保険指定病院 |
| 母体保護法指定医の配置されている医療機関 | 生活保護法指定病院（中国残留邦人等の円滑な帰国の促進並びに永住帰国した中国残留邦人等及び特定配偶者の自立の支援に関する法律（平成六年法律第三十号）に基づく指定医療機関を含む。） |
| 臨床研修病院 | 指定自立支援病院（更生医療） |
| 外国医師又は外国歯科医師並びに外国看護師等臨床修練病院等 | 結核指定病院 |
| がん診療連携拠点病院等 | 指定養育病院 |
| エイズ治療拠点病院 | 指定自立支援病院（育成医療） |
| 肝疾患診療連携拠点病院 | 特定疾患治療研究事業委託医療機関 |
| 原子爆弾被害者一般疾病医療取扱病院 | DPC対象病院 |
| 精神保健指定医の配置されている医療機関 | 指定小児慢性特定疾病医療機関 |
| 身体障害者福祉法指定医の配置されている医療機関 | 地域周産期母子医療センター |
| 診療科名中に産婦人科、産科又は婦人科を有する病院にあっては、公益財団法人日本医療機能評価機構が定める産科医療補償制度標準補償約款と同一の産科医療補償約款に基づく補償の有無 | 公害医療機関 |
| 地域歯科診療支援病院 | 外国医師又は外国歯科医師臨床教授等病院 |
| 特定機能病院 | |

- 救急告示病院（三次救急）[3]
- 公益財団法人日本医療機能評価機構認定病院[4]
- NPO法人卒後臨床研修評価機構認定証発行病院[5]
- このほか、各種法令による指定・認定病院であるとともに、各学会の認定施設でもある。

## 交通アクセス
- JR京都線「高槻駅」より徒歩約8分[6]。
- 阪急京都本線「高槻市駅」より徒歩約3分[6]。

## 近隣施設
- 大阪薬科大学附属薬局

## 不祥事
- 2018年1月-4月 - 大阪医科大学医学部4年の男子学生（24歳）が大学のサーバーから当院の患者のカルテ・診療情報を含む約46万件のデータを不正に取得、大阪府警に不正指令電磁的記録供用罪の容疑で逮捕[7]され、大阪池田簡易裁判所より罰金15万円の略式命令を受けた[8][9]。